# 布魯赫湖 (杜英根)
52°00′05″N 9°39′39″E / 52.001475°N 9.660931°E
布魯赫湖（德語：Bruchsee），是德國的湖泊，位於該國西北部，由下薩克森州負責管轄，處於杜英根以西1公里，長0.5公里、寬0.3公里，面積0.1平方公里，最大水深26米。